# Constante kosten
Constante of vaste kosten is een begrip binnen de bedrijfseconomie. Het zijn kosten die niet met de omvang van de productie variëren, voor bedrijven, of met gebruik, voor consumenten. Kosten binnen een onderneming kunnen wel degelijk met andere variabelen variëren dan de productie, bijvoorbeeld met de inflatie.
Een voorbeeld van constante kosten zijn de afschrijvingskosten van een bepaalde machine, die maximaal 5000 producten kan maken. Of de machine 300 of 4000 producten produceert maakt voor de afschrijvingskosten geen verschil. Deze kosten zijn dus constant. Het is overigens ook mogelijk om naar rato van het gebruik af te schrijven. Constante kosten zijn vaak constant binnen een bepaalde bandbreedte. Als de bandbreedte wordt overschreden stijgen ook de constante kosten. Indien de fabrikant uit het voorbeeld 6000 producten wil maken, zal hij een nieuwe machine moeten aanschaffen. 
Constante kosten maken onderdeel uit van een indeling naar kosten in relatie tot productieomvang en worden daarbij van variabele kosten onderscheiden. De variabele kosten zijn van de omvang van de productie afhankelijk.